# Microsoft InfoPath
Microsoft InfoPath – program komputerowy oparty na XML (Extensible Markup Language) pozwalającym tworzyć zaawansowane formularze do wprowadzania danych. Wyniki mogą być zapisane w osobnym pliku lub też w bazie danych Microsoft SQL Server lub Microsoft Access. Aplikacja znalazła swoje zastosowanie także na platformie Microsoft SharePoint.
31 stycznia 2014 Microsoft poinformował o zakończeniu rozwijania programu. Tym samym InfoPath 2013 jest ostatnim wydaniem tego narzędzia. Wsparcie dla tej edycji było jednak oferowane jeszcze przez prawie 10 lat. W uzupełnieniu do tego ogłoszenia, Microsoft sprecyzował, że możliwość tworzenia formularzy programu InfoPath zapewniona będzie w kolejnej edycji programu SharePoint Server 2016.
1 września 2015 InfoPath 2013 stał się dostępny do niezależnego pobrania w Microsoft Download Center. Jednakże, w odróżnieniu od poprzednich wersji InfoPath, samodzielna wersja InfoPath 2013 wymaga aktywnej subskrypcji ProPlus  Office 365. Ta zaktualizowana wersja InfoPath 2013 (15.0.4733.1000) zaprojektowana została do pracy przy pakiecie Office 2016, który sam w sobie programu InfoPath nie zawiera.

## Funkcje
InfoPath jest aplikacją pracującą w trybie projektowania WYSIWYG, a tym samym preferującą tworzenie rozwiązań metodą no-code, czyli bez potrzeby ręcznego programowania. Produkt pozwala na tworzenie formularzy z pełną obsługą dodanych do niego elementów:
- definiowanie typu wprowadzanych danych,
- kontrola wprowadzanych wartości,
- obsługa wyjątków.